# Мио&Драг
Мио&Драг или Mio&Drag је српска телевизијска серија која се снима од 2014. по причи Николе Фишековића у режији Срђана Спасића. Сценарио су написали Марија Шербан, Милан Пузић и Катарина Тодоровић.
Пилот епизода приказана је 27. јуна 2014. године на Првој српској телевизији.

## Радња
Дуња и Вишња су сестре чији заједнички живот постаје све више неподношљив због различитих карактера али и животног стила. Једино решење је да се једна од њих одсели, али док се договарају која ће то бити, долази неочекивано адвокат после чега та могућност постаје немогућа.

## Улоге
| Глумац              | Улога        |
| ------------------- | ------------ |
| Јелисавета Орашанин | Дуња         |
| Јована Стојиљковић  | Вишња        |
| Андрија Кузмановић  | Џони         |
| Иван Зекић          | Виктор       |
| Радован Вујовић     | Адвокат      |
| Ненад Хераковић     | Деда Миодраг |